# Kobarid-Museum
Das Kobarid-Museum (slowenisch: Kobariški Muzej) ist ein kriegsgeschichtliches Museum in der slowenischen Gemeinde Kobarid. Es wurde 1990 gegründet und 1993 mit dem Valasor-Preis und dem Museumspreis des Europarates ausgezeichnet.
Die Gegend von Kobarid (deutsch: Karfreit, italienisch: Caporetto) war im Ersten Weltkrieg als Teil der Isonzofront Schauplatz mehrerer Schlachten zwischen Österreich-Ungarn und dem Königreich Italien, das auf Seiten der Entente kämpfte (siehe Gebirgskrieg 1915–1918). Nach langem verlustreichem Stellungskrieg gelang hier im Oktober 1917 in der Schlacht von Karfreit den Mittelmächten der Durchbruch, der freilich nicht kriegsentscheidend war. Das Kobarid-Museum dokumentiert den Verlauf der Kampfhandlungen und das Leben der einfachen Soldaten beider Seiten mit Texten, Fotografien, Landschaftsmodellen und zahlreichen Ausstellungsstücken wie z. B. Waffen, Uniformen, Munition und Alltagsgegenständen. Darüber hinaus widmet sich ein Teil des Museums der wechselvollen Geschichte der Gemeinde Kobarid.